# Hofkapelle Oblasserberg

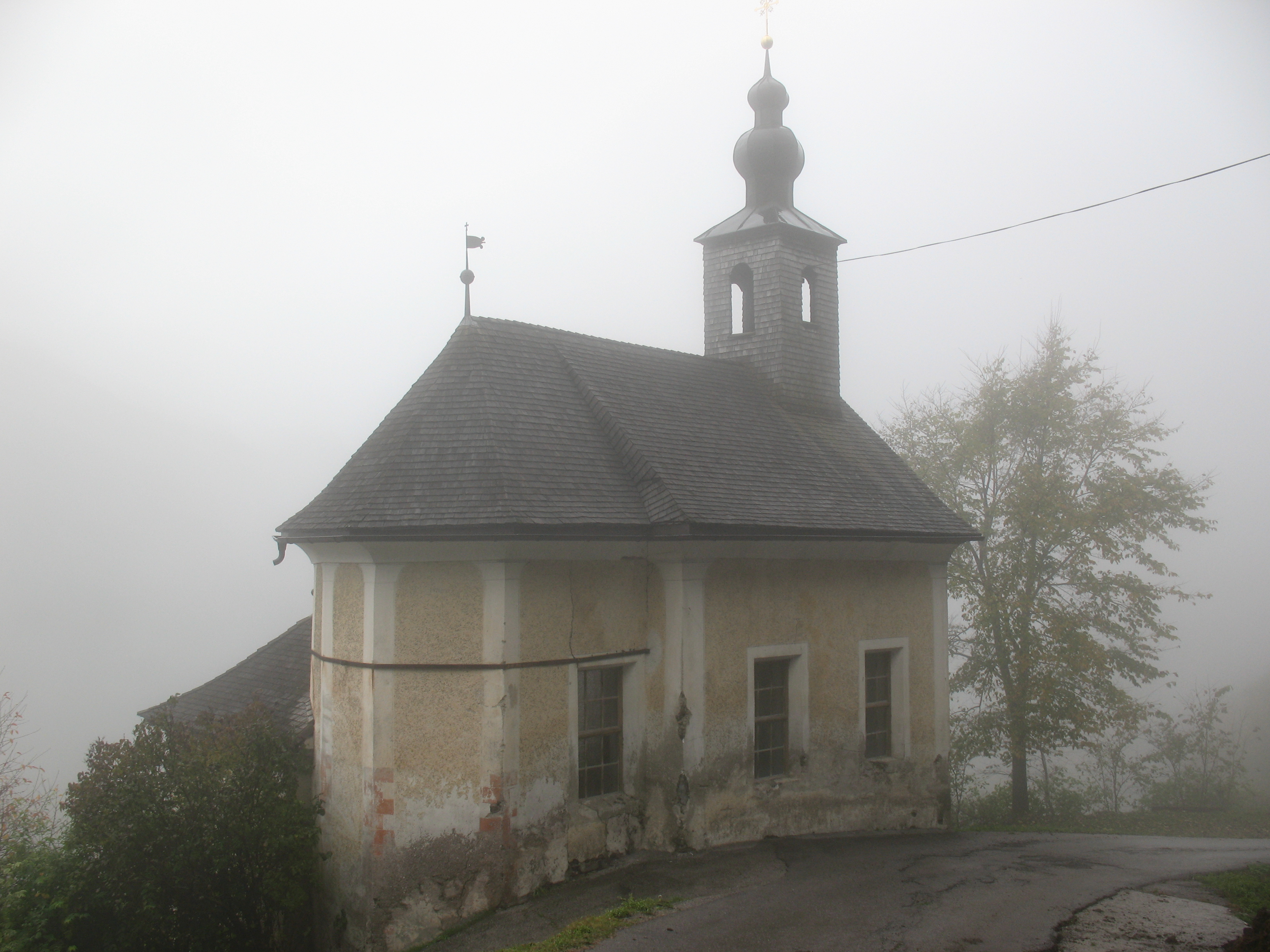
Hofkapelle hl. Dreifaltigkeit in Oblasserberg

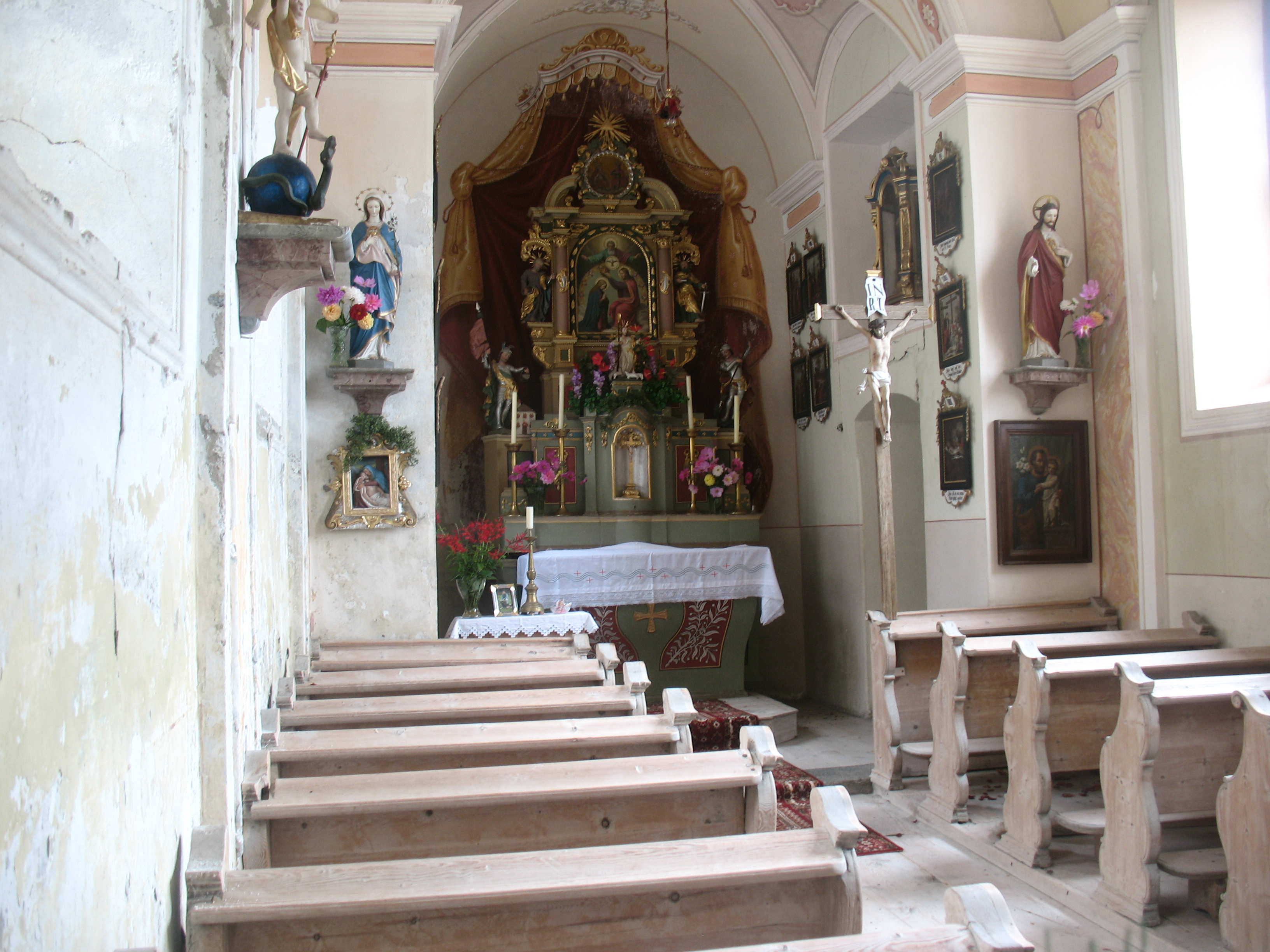
Langhaus, Blick zum Chor

Die Hofkapelle Oblasserberg ist eine dem Patrozinium hl. Dreifaltigkeit unterstellte römisch-katholische Kapelle beim Oblasser-Hof in Oblasserberg in der Gemeinde St. Johann im Walde im Bezirk Lienz im Bundesland Tirol. Die von 1804 bis 1805 errichtete Kapelle steht unter Denkmalschutz (Listeneintrag).

## Lage
Die Kapelle befindet sich zwischen den Wirtschaftsgebäuden und dem Wohnhaus des Oblaßer Hofes (St. Johann im Walde Nr. 18) am Oblaßerberg. Die weithin sichtbare Kapelle liegt in 1.071 Metern Seehöhe und ist über eine Straße erreichbar, die zwischen Unterpeischlach (Gemeinde Kals am Großglockner) und Unterleibnig (Gemeinde St. Johann) von der Felbertauern Straße nach Nordwesten abzweigt erreichbar.

## Geschichte
Die Dreifaltigkeitskapelle wurde zwischen 1804 und 1805 am Oblaßer Hof errichtet und laut den Inschriften in der Kapelle in den Jahren 1899 und 1950 renoviert.

## Architektur
Bei der Kapelle handelt es sich um einen zweijochigen Kapellenbau mit eingezogener, polygonaler Apsis sowie traufseitigem Sakristeianbau, der von einem schindelgedeckten Satteldach geschützt wird. Über dem Satteldach erhebt sich ein ebenfalls schindelgedeckter Dachreiter mit doppelter Zwiebelhaube und rundbogigen Schallöffnungen. Des Weiteren wurde die Außengestalt der Kapelle durch ein giebelseitiges Rundbogenportal sowie traufseitige Rechteckfenster, geputzte Pilaster, glatte Faschenrahmung sowie Hohlkehle unter dem Dachansatz akzentuiert. Über dem Eingang befindet sich zudem ein hochrechteckiges Wappenfresko der Familie Oblasser aus der Bauzeit.
Der Innenraum wurde mit Stichkappengewölben ausgeführt und durch Pilaster sowie einem eingezogenen Chorbogen gegliedert. Des Weiteren wurde das Gewölbe mit Rocaillenmalerei ausgeschmückt und mit einem Fresko der Verkündigung Mariens und der Taufe Jesu Christi versehen.

## Ausstattung
Der Altar, der sich vor einem gemalten Baldachin befindet, besteht aus einer Mensa mit Predella, über der sich ein Säulenaltärchen erhebt. Zudem gehört zum Altar ein Tabernakel. Während Mensa, Predella und der Tabernakel aus der Zeit um 1900 stammen wurde der Säulenaltar mit gesprengtem Giebel, Medaillon im Aufsatz und Knorpelwerkornament Ende des 17. Jahrhunderts gefertigt. Das Altarblatt zeigt dabei die Krönung Mariens in Öl auf Leinwand, im Medaillon befindet sich eine Darstellung der heiligen Silvester und Chrysanth, ebenfalls in Öl auf Leinwand.